# Drosophila semifuscata
Drosophila semifuscata är en tvåvingeart som beskrevs av Elmo Hardy 1965. Drosophila semifuscata ingår i släktet Drosophila och familjen daggflugor.
Artens utbredningsområde är Hawaii.